# Нижненовокутлумбетьево
Нижненовокутлумбетьево — деревня в Матвеевском районе Оренбургской области в составе сельского поселения Кинельский сельсовет.

## География
Находится на расстоянии примерно 28 километров на юг-юго-восток от районного центра села Матвеевка.

## История
Деревня основана как выселок из села Старокутлумбетьево.

## Население
Население составляло 180 человек в 2002 году (татары 93 %), 107 по переписи 2010 года.